# Seidlitzella procera
Seidlitzella procera là một loài bọ cánh cứng trong họ Trogossitidae. Loài này được Kraatz miêu tả khoa học năm 1858.